# Crep
Una crep (del francès crêpe, i aquest al seu torn del llatí crispus, 'crespo') és un dolç fet fonamentalment de farina de blat, amb el qual s'elabora una massa en forma de disc. Se serveix habitualment com a base d'un plat o postres tot aplicant-hi tota mena d'ingredients dolços o salats. Els ingredients comuns d'aquesta massa cuita són: farina, ous, llet, mantega i sucre. Generalment hi ha dos tipus: creps dolces, amb base de farina de blat, i creps fetes amb farina de fajol. S'obté per la cocció de la pasta estesa en forma de disc i cuinada per les seves dues cares, en una paella o en una crepera (un aparell específic per obtenir-les de forma més còmoda). El panqueque és un tipus particular de crep més gruixuda.

## Història
Les creps són originàries de la regió de Bretanya, a l'oest de França, on es diuen krampouezh; és un plat consumit diàriament en tot el país, especialment en la Chandeleur o Festa de la Candelera, com a part de la tradició local (habitualment se serveixen acompanyades de sidra). En aquesta regió francesa es distingeixen dos plats semblants: les creps elaborades amb blat candial i generalment reservades als dolços i les galetes elaborades amb blat sarraí o fajol, en general reservades a farciments salats. Aquest tipus de blat fosc va ser portat a Europa de la Xina i al seu pas per Europa Oriental va donar origen a un menjar similar, els blinis.
A Europa central, es diu palačinka (República Txeca, Sèrbia, Croàcia), palatschinken (Àustria), palachinca (Bulgària) o palacsinta (Hongria), termes tots derivats del llatí placenta. En la majoria de les regions alemanyes és pfannkuchen i en neerlandès pannenkoeken (que prové d'unir les paraules 'paella' i 'coca').
A Espanya se solen acompanyar amb nata muntada, melmelada, sucre, xocolata o embotit (generalment pernil de York i formatge) com a desdejuni o berenar en cafeteries i restaurants. A Galícia i Astúries són, tradicionalment, típiques dels carnestoltes. A Galícia es denominen filloas o freixós i Astúries fayuelos o frixuelos.

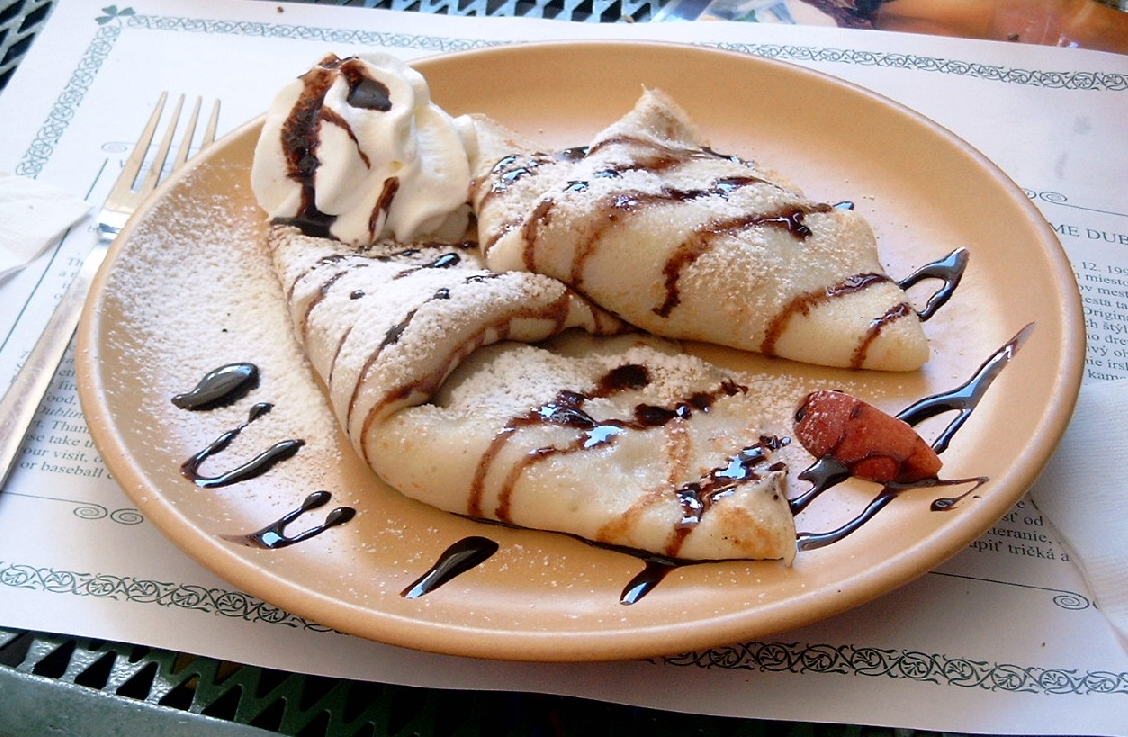
Crep de xocolata
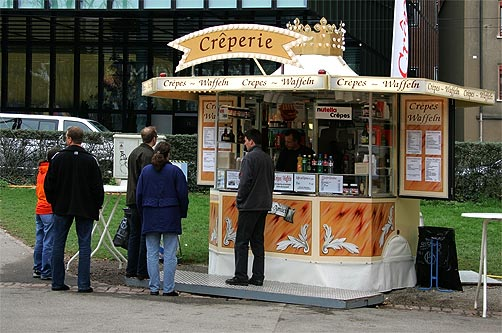
Creperia

## Creps franceses
Ensucrades o salades, les creps són tradicionalment consumides calentes acompanyades per mantega. El més freqüent de les creps salades és que estiguin constituïdes per formatge gras, per pernil dolç, per un ou i es considera crep "completa" quan es troben els tres ingredients simultàniament. Per les creps ensucrades els ingredients correntment utilitzats són: la mantega, el sucre, la xocolata, la melmelada, la mel, el flam a la mantega salada, la llimona, la crema de castanya, etc. Les creps bretones són una de les especialitats culinàries bretones més famoses del món, Bretanya té famoses creperies.